# Three Lakes (Wisconsin)
Three Lakes – miasto w Stanach Zjednoczonych, w stanie Wisconsin, w hrabstwie Oneida.